# Sileshi Sihine

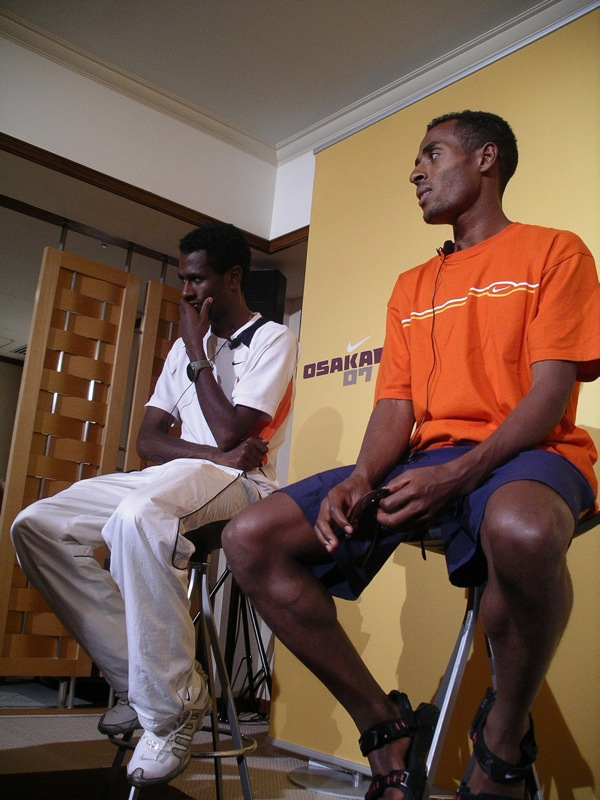
Sileshi Sihine (links) und Kenenisa Bekele 2007 in Osaka

Sileshi Sihine (* 29. Mai 1983 in Sheno) ist ein äthiopischer Langstreckenläufer, der zwei olympische Medaillen gewann und große Erfolge auf der Bahn und im Crosslauf aufzuweisen hat. Er ist der Ehemann von Tirunesh Dibaba.

## Karriere
Seine internationale Karriere startete er 2002 mit einem sechsten Platz beim Juniorenrennen der Crosslauf-Weltmeisterschaften und dem Gewinn der Silbermedaille im 10.000-Meter-Lauf bei den Juniorenweltmeisterschaften.
Im Jahr darauf wurde er bei den Crosslauf-Weltmeisterschaften Siebter auf der Langstrecke und gewann die Bronzemedaille über 10.000 m bei den Leichtathletik-Weltmeisterschaften in Paris/Saint-Denis.
2004 gewann er Bronze auf der Langstrecke der Crosslauf-Weltmeisterschaften und errang bei den Olympischen Spielen in Athen über 10.000 m die Silbermedaille hinter seinem Landsmann Kenenisa Bekele und vor Zersenay Tadese (ERI).
2005 holte er bei den Weltmeisterschaften in Helsinki die Silbermedaille sowohl im 5000- wie auch im 10.000-Meter-Lauf. Bei den Halbmarathon-Weltmeisterschaften in Edmonton wurde er Vierter.
2006 wurde er Vizeweltmeister im Crosslauf (Langstrecke), und bei den Weltmeisterschaften 2007 in Osaka kam er auf den Silberrang.
Bei den Olympischen Spielen 2008 in Peking wurde er über die 10.000 Meter Zweiter und gewann somit erneut die Silbermedaille.
Sileshi Sihine stammt aus einem Ort 75 km nordöstlich von Addis Abeba.
Er ist 1,65 m groß und wiegt 48 kg. Sein Manager ist der Niederländer Jos Hermens.

## Persönliche Bestleistungen
| Disziplin         | Leistung     | Datum             | Ort      |
| ----------------- | ------------ | ----------------- | -------- |
| 3000 m            | 7:29,92 min  | 28. August 2005   | Rieti    |
| 5000 m            | 12:47,04 min | 2. Juli 2004      | Rom      |
| 10.000 m          | 26:39,96 min | 31. Mai 2005      | Hengelo  |
| 15-km-Straßenlauf | 41:38 min    | 21. November 2004 | Nijmegen |
| Halbmarathon      | 1:01:14 h    | 1. Oktober 2005   | Edmonton |